# Bezzia glabra
Bezzia glabra är en tvåvingeart som först beskrevs av Daniel William Coquillett 1902.  Bezzia glabra ingår i släktet Bezzia och familjen svidknott. Inga underarter finns listade i Catalogue of Life.